# Domínio de Kumamoto
O Domínio de Kumamoto (藩 本 藩, Kumamoto-han), também conhecido como Domínio de Higo (肥 後 藩, Higo-han), era um domínio japonês do período Edo, esteve ativo entre 1600 e 1871 quando ocorreu a abolição do sistema han. Estava Localizado na Província de Higo na atual Província de Kumamoto. 

## História
O domínio tinha como base o Castelo de Kumamoto, em Kumamoto. 
Sob a direção do Clã Hosokawa, passou a ter uma renda de 540.000 koku, foi um dos maiores domínios em Kyushu, perdendo apenas para o domínio de Satsuma, e excluindo as terras dos clãs Tokugawa e Matsudaira, o quarto maior do Japão depois dos domínios: Kaga , Satsuma e Sendai. 
Em 1754 Kumamoto foi um dos primeiros hans a criar uma legislação para substituir a anterior usada durante o período de servidão, ela era baseada no Código Ming da China e ficou conhecida como o Gokeihô sôsho. 

## Lista de Daimiôs
O titulo de daimiô era hereditário e eram dado aos chefes do domínio que ao mesmo tempo eram os chefes dos clãs  
- Clã Katō, 1588–1632 (tozama; 520,000 koku) [4]

1. Kiyomasa (1562–1611) [4]
2. Tadahiro (1597–1653) [4]

- Clã Hosokawa, 1632–1871 (tozama; 540,000 koku) [5]

1. Tadatoshi (1586–1641) [5]
2. Mitsunao
3. Tsunatoshi
4. Nobunori
5. Munetaka
6. Shigekata (1718–1785) [5]
7. Harutoshi
8. Narishige
9. Naritatsu
10. Narimori
11. Yoshikuni
12. Morihisa